# Пейкань
Пейкань, Пейкані (рум. Peicani) — село у повіті Васлуй в Румунії. Входить до складу комуни Геджешть.
Село розташоване на відстані 254 км на північний схід від Бухареста, 41 км на південний схід від Васлуя, 99 км на південь від Ясс, 97 км на північ від Галаца.

## Населення
За даними перепису населення 2002 року у селі проживали 630 осіб, усі — румуни. Усі жителі села рідною мовою назвали румунську.